# Isoetes iapygia
Isoetes iapygia är en kärlväxtart som beskrevs av Ernandes, Beccarisi och V.Zuccarello. Isoetes iapygia ingår i släktet braxengräs, och familjen Isoetaceae. Inga underarter finns listade i Catalogue of Life.